# Araneus amabilis
Araneus amabilis là một loài nhện trong họ Araneidae.
Loài này thuộc chi Araneus. Araneus amabilis được miêu tả năm 2001 bởi Tanikawa.

## Hình ảnh

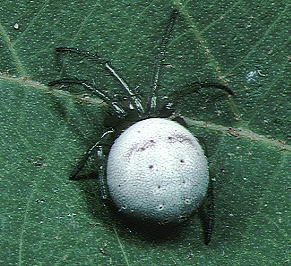
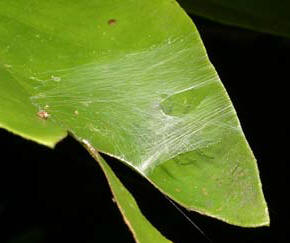
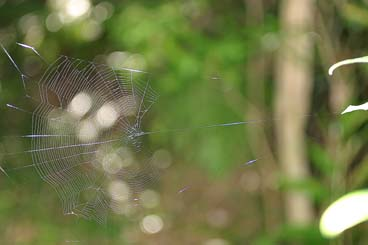